# Provincia de Gnagna
Gnagna es una de las 45 provincias de Burkina Faso. Se ubica en la región Este y su chef-lieu es Bogandé.

## Departamentos
La provincia está dividida en siete departamentos (población estimada a 1 de julio de 2018):
- Bilanga (133 660 habitantes)
- Bogandé (121 768 habitantes)
- Coalla (60 261 habitantes)
- Liptougou (59 070 habitantes)
- Manni (95 976 habitantes)
- Piéla (76 655 habitantes)
- Thion (32 291 habitantes)